# Manchester by the Sea
Manchester by the Sea är en amerikansk dramafilm från 2016, skriven och regisserad av Kenneth Lonergan, med Casey Affleck, Michelle Williams, Kyle Chandler och Lucas Hedges i de bärande rollerna.
Filmen hade premiär på Sundance Film Festival den 23 januari 2016 och i USA den 18 november samma år. I Sverige hade filmen premiär den 23 december 2016.
Filmen belönades med två Oscars vid Oscarsgalan 2017 för Bästa manliga huvudroll till Affleck och Bästa originalmanus.

## Handling
Lee Chandler (Casey Affleck) är en introvert vaktmästare som bor i Quincy, Massachusetts. När hans äldre bror Joe (Kyle Chandler) går bort blir Lee förmyndare för Joes son Patrick (Lucas Hedges). Lee reser motvilligt till Manchester-by-the-Sea för att se efter sin brorson. Väl i staden påminns Lee om varför han bröt upp med sin hustru Randi (Michelle Williams) och lämnade staden.

## Rollista
| Casey Affleck     | – Lee Chandler          |
| Michelle Williams | – Randi Chandler        |
| Kyle Chandler     | – Joseph "Joe" Chandler |
| Lucas Hedges      | – Patrick Chandler      |
| Gretchen Mol      | – Elise Chandler        |
| C.J. Wilson       | – George                |
| Tate Donovan      | – hockeytränare         |
| Kara Hayward      | – Silvie                |
| Anna Baryshnikov  | – Sandy                 |
| Erica McDermott   | – Sue                   |
| Matthew Broderick | – Jeffrey               |
| Heather Burns     | – Jill                  |

## Mottagande
Filmen möttes av oerhört positiva recensioner av kritiker, särskilt för Lonergans regi och manus, och för skådespeleriet av Affleck, Williams och Hedges. På Rotten Tomatoes har filmen ett medelbetyg på 96%, baserad på 210 recensioner, och ett genomsnittsbetyg på 8,9 av 10. På Metacritic har filmen genomsnittsbetyget 96 av 100, baserad på 52 recensioner.